# Giorgio Ghezzi
Giorgio Ghezzi (n. 10 de julio de 1930 - 12 de diciembre de 1990), apodado "Kamikaze", fue un futbolista italiano.
Nacido en Cesenatico, inició su carrera profesional en el club Rimini para pasar luego el Modena y después al Inter de Milán como portero durante 7 años entre 1951 to 1958, para un total de 191 partidos en la Serie A, la Liga de Campeones de la UEFA y la Copa de Italia). Ganó 2 títulos de la Serie A en los años 1953 y 1954.
A finales de 1958 fue traspasado al Genoa, pero en 1959 regresó al Inter. Por otro lado tambvién jugó para el Milan, donde ganó otro título de la serie A y un título de la Liga de Campeones en 1963.

## Trayectoria
| Club           | País   | Año         |
| -------------- | ------ | ----------- |
| Rimini         | Italia | 1947 - 1949 |
| Modena         | Italia | 1949-1951   |
| Inter de Milán | Italia | 1951-1958   |
| Génova FC      | Italia | 1958-1959   |
| AC Milan       | Italia | 1959-1965   |